# .taipei
.taipei（ドット タイペイ）はトップレベルドメインのうち台湾の台北市を意味する地理的トップレベルドメイン。

## 概要
2013年に台北市政府が申請、2014年に国名ではない地理的名称のものとしては、台湾で初のICANN承認を取得、同年末より台北市の他や大台北地区に属する新北市の法人限定で募集を開始、2015年9月9日から一般開放している。繁体字や簡体字によるドメイン名も可能。
現在は日本を含む外国でも申請手続きが可能。2016年秋までに2,599の使用者が存在し、収入は213万元だった。ドメイン申請から承認までに市政府は1,000万元超を費やしていることから、市議会では効果を疑問視する声もある。

## 使用例
- xx.gov.taipei - 台北市政府
- metro.taipei - 台北捷運/台北捷運公司（旧来は「trtc.com.tw」）
- travel.taipei - 臺北旅遊網（台北市政府観光伝播局）
- wifi.taipei - 台北市の無料公衆Wi-fi。
- pay.taipei - 台北市政府の非接触型決済プラットフォーム[5]